# شيرو هشيمةتسو
شيرو هشيمةتسو (باليابانية: 橋満 士郎) (28 ديسمبر 1972 في كيوتو في اليابان – )؛ هو لاعب كرة قدم سابق كان يلعب كمهاجم.